# Clarisel de las Flores
Clarisel de las Flores es un libro de caballerías español del siglo XVI, escrito por el capitán Jerónimo Jiménez de Urrea, quien también efectuó una traducción en verso del poema épico Orlando Furioso de Ludovico Ariosto.

## Los originales
La obra, dividida en tres partes, relata las aventuras y amores del príncipe Don Clarisel de las Flores, hijo del rey Argesilao de Austrasia y la princesa Laudomia de Frisa, y de otros caballeros. 
No llegó a imprimirse y aún permanece inédita en su mayor parte pero los manuscritos de la segunda y tercera parte se conservan en la Biblioteca de la Universidad de Zaragoza; del manuscrito de la primera parte hay un ejemplar en la Biblioteca de la Hispanic Society de Nueva York y otro en la Biblioteca Vaticana, en el fondo Barberini,  aunque parece que tuvo una considerable aceptación en determinados círculos debido a la circulación de diversas copias manuscritas que circularon.
Además, en la Biblioteca Francisco Zabálburu de Madrid existe un manuscrito con el título de Filorante, que es una reelaboración de la primera parte de Clarisel de las Flores, en la cual se modifican el orden de los capítulos y el orden propio del texto, aunque se mantienen los mismos personajes y aventuras del original.

## El estilo
Aunque no llegó a imprimirse en su tiempo, quienes tuvieron acceso a él lo calificaron como uno de los libros de caballerías mejor escritos. El erudito  Pascual de Gayangos escribió que era 

...uno de los libros más notables que se han escrito en su género, y tiene trozos que interesan verdaderamente; el estilo es puro, castizo y suelto, y los versos bastante buenos para figurar en el Cancionero General.
Pascual Gayangos, citado en Borao (1866, p. 119)

## Primera edición (fragmentaria) y tabla de capítulos
Los primeros 25 capítulos de la primera parte de Clarisel de las Flores fueron impresos en Sevilla en 1879 por la Sociedad de Bibliófilos Andaluces, con un entusiasta prólogo del cervantista José María Asensio y Toledo, quien escribió: Su lenguaje es fluido, castizo, gráfico; su estilo animado y pintoresco; rico y lleno de flexibilidad en ocasiones siendo lo que más contribuye a que todavía podemos leer este libro con algún interés... hay tanto movimiento y variedad, son tan verdaderos algunos sucesos, y tan bien delineados se ven algunos personajes, que el libro se hace simpático, y se leen capítulos enteros con avidez y curiosidad... Si se hubiera dado a luz en su tiempo, el éxito hubiera sido extraordinario...
La tabla de esos primeros 25 capítulos es la siguiente:
- I. Que trata de la genealogía de los Reyes de Austrasia y sitio de aquella provincia, y del nacimiento de los valerosos Príncipes Argesilao y Infante Prothesilao de Austrasia, su hermano.
- II. De lo que le avino al Infante Prothesilao yendo con la doncella, con unos caballeros que encontró en el camino.
- III. De lo que le avino al caballero del lebrel, y cómo la doncella le contó la aventura que iba a dar cima.
- IV. De lo que avino al Príncipe Argesilao que seguía a la doncella que a pie lo guiaba.
- V. Cómo Argesilao libró un caballero que el jayán Follón tenía preso para atormentar, y quién era.
- VI. De lo que avino a Gelismundo y a Argesilao en el castillo de Gastanes.
- VII. Cómo los Príncipes Gelismundo y Argesilao saliendo del castillo de Gastanes fueron a acorrer a un caballero, y no llegaron a tiempo, y quién era.
- VIII. De las malas nuevas que yendo con Gelismundo Argesilao le contaron en el camino, y de su casamiento.
- IX. De la aventura que hubo el Doncel de las Flores.
- X. Por cuál aventura salió el Doncel no conocido de la Corte del Rey Argesilao de Austrasia.
- XI. De cómo Armantes dio fin al cuento de la aventura del Castillo negro.
- XII. De lo que más avino a los Caballeros verdes en el castillo de Melagro el desamorado.
- XIII. Que cuenta lo que más avino a los Caballeros verdes después que partieron del castillo negro.
- XIV. De las aventuras que por el camino de Tracia avinieron a los caballeros del sol.
- XV. De cómo los caballeros del sol hallaron la aventura del Antiguo León, y lo que en ella y en otras les avino.
- XVI. Que cuenta cómo se criaba el Doncel no conocido en el Monte de Elicón.
- XVII. De las extrañas desaventuras que avinieron al esforzado Nasamor, bastardo de Tracia, llamándose el caballero triste.
- XVIII. Que trata de las espantosas aventuras que el esforzado caballero Nasamor, bastardo de Tracia, dio cima, y en el grave afán en que se vido con un esquivo jayán que defendía una fuente.
- XIX. De la desventura que en amores el caballero triste hubo en casa de la duquesa de Tesalia.
- XX. De las grandes y diversas aventuras que salidos del albergue amoroso los Caballeros del Sol hallaron.
- XXI. De las notables aventuras que a Filorante avinieron siguiendo al escudero de la duquesa de Tracia.
- XXII. De la grande aventura que avino a Filorante de Brimar en el Castillo de Filotea, donde mal llagado estaba.
- XXIII. De las sabrosas aventuras que avinieron a Don Gelander de Ungría y a Belamir el hermoso, que en pos del caballero que los guiaba iban.
- XXIV. Que trata la extrañeza con que vino a la Corte el Doncel no conocido, y cómo recibió la orden de caballería por mano del Emperador Gelismundo.
- XXV. Cómo los caballeros noveles y otros se perdieron en la aventura de la extraña maravilla, y cómo entró en ella el doncel no conocido.